# Goniada uncinigera
Goniada uncinigera är en ringmaskart som beskrevs av Ehlers 1901. Goniada uncinigera ingår i släktet Goniada och familjen Goniadidae. Inga underarter finns listade i Catalogue of Life.